# یوکا لهتووارا
یوکا لهتووارا (فنلاندی: Jukka Lehtovaara؛ زادهٔ ۱۵ مارس ۱۹۸۸) بازیکن فوتبال اهل فنلاند است.
از باشگاه‌هایی که در آن بازی کرده‌است می‌توان به باشگاه فوتبال تورون پالوسئورا اشاره کرد.
وی همچنین در تیم‌های ملی فوتبال زیر ۲۱ سال فنلاند و فنلاند بازی کرده‌است.